# Palapa A1
Palapa A1— первый индонезийский искусственный спутник Земли. Телекоммуникационный спутник был заказан у организации Boeing в США в интересах Индонезии. Он был запущен 8 июля 1976 года с космодрома на мысе Канаверал

## История
В феврале 1975 года правительство Индонезии заключило с Boeing два контракта на строительство двух спутников связи, главной станции управления для всей системы и девяти земных станций приёма.
Работы проведены очень быстро. За 17 месяцев контракт был реализован, и это график работ стал одним из самых быстрых.
Было собрано два спутника, Palapa A1 и Palapa A2
Спутник Palapa A1 был запущен 8 июля 1976 года с космодрома на мысе Канаверал.
Второй спутник, Palapa-A2, был запущен 10 марта 1977 года.
Аппараты были названы президентом Сухарто также как национальное лакомство. Гаджа Мада, почитаемый национальный герой XIV века, который был премьер-министром королевства Маджапахит, поклялся не вкушать палапу, пока не будет достигнуто национальное единство. Это слово стало практически символом исполнение обета единства
После ввода в эксплуатацию спутники контролировались и использовались телекоммуникационной компанией PERUMTEL. Связь через систему осуществлялось на всех индонезийских островах, включая главные острова Суматра, Ява, Бали, Калимантан, Сулавеси и Ириан-Джая, а также в прилегающих районах Юго-Восточной Азии, включая Сингапур, Малайзию, Таиланд, и Филиппины.
Этот спутник стал началом программы Palapa, которая на 2020 год включает 10 аппаратов.
Palapa-A1 прекратил вещание в мае 1985 года, превысив номинальный срок службы на 2 года.

## Конструкция
Конструкция аппарата был идентична спутникам Anik и Westar Boeing, за исключением модифицированного параболического отражателя, увеличенного для максимального покрытия. Платформа HS-333 представляет собой цилиндр диаметром 1,9 м и высотой 3,4 метра, покрытый солнечными батареями. На цилиндре расположен параболический отражатель диаметром 1,5 м с 12 транспондерами. Спутник мог транслировать одновременно 4000 радиоканалов или 12 цветных телевизионных каналов на более чем 6000 населённых островов страны.
После ввода в эксплуатацию 6 из 12 транспондеров Palapa A1 использовались для телефонных приложений, а ещё один использовался национальным телевидением, а остальные 5 использовались в качестве резервных.